# Мар-Ораха
Монастырь Мар Ораха (сир.  ܕܝܪܐ ܕܡܪܝ ܘܪܐܗܐ) — монастырь Халдейской католической церкви, находящийся на севере Ирака возле города Батнай.

## История
Монастырь Мар Ораха основал в конце VI века святой Ораха, который был отшельником, проживавшим в ските на горе Альфаф. Монастырь был построен во время патриарха Ишояба I (581—596 гг.).
До начала XVIII века монастырь Мар Ораха принадлежал ассирийской церкви Востока . В 1719 году монахи монастыря перешли в Халдейскую католическую церковь.
В 1743 году монастырь был разрушен во время военной кампании Надир-шаха. В 1921 году монастырь был восстановлен монахами из монашеского ордена доминиканцев.